# Tschik (Siedlung)
Tschik (russisch Чик) ist eine Siedlung städtischen Typs in der Oblast Nowosibirsk in Russland mit 5009 Einwohnern (Stand 14. Oktober 2010).

## Geographie
Der Ort liegt gut 30 km Luftlinie westlich der Stadtmitte des Oblastverwaltungszentrums Nowosibirsk, unweit des rechten Ufers des namensgebenden Flusses Tschik, des rechten Quellflusses des linken Ob-Zuflusses Tschaus.
Tschik gehört zum Rajon Kotschenjowski und befindet sich 15 km östlich von dessen Verwaltungszentrum Kotschenjowo. Die Siedlung ist Sitz und einzige Ortschaft der Stadtgemeinde (gorodskoje posselenije) Rabotschi possjolok Tschik (wörtlich „Arbeitersiedlung Tschik“).

## Geschichte
Der Ort entstand gegen Ende des 19. Jahrhunderts als Stationssiedlung, nachdem dort die Transsibirische Eisenbahn vorbeigeführt und auf diesem Abschnitt 1896 mit einem nach dem nahen Fluss benannten Bahnhof eröffnet worden war, unweit des nördlich der Bahnstrecke gelegenen, bereits in dieser Zeit relativ großen Dorfes Prokudskoje.
Größere Bedeutung erlangte der Ort ab den 1930er-Jahren als Wohnsiedlung für verschiedene Einrichtungen der Roten Armee, wie eine sich südlich erstreckenden Artillerieschießplatz und ein 1939 eröffnetes Werk für militärische Messgeräte. Seit 1946 besitzt der Ort den Status einer Siedlung städtischen Typs.

### Bevölkerungsentwicklung
| Jahr | Einwohner |
| ---- | --------- |
| 1959 | 3655      |
| 1970 | 4250      |
| 1979 | 4663      |
| 1989 | 5004      |
| 2002 | 5056      |
| 2010 | 5009      |

Anmerkung: Volkszählungsdaten

## Verkehr
Am Nordrand der Siedlung befindet sich ein gleichnamiger Bahnhof bei Kilometer 3300 (ab Moskau) der Transsibirischen Eisenbahn. Gut drei Kilometer nördlich verläuft jenseits des Dorfes Prokudskoje die föderale Fernstraße R254 Irtysch von Tscheljabinsk über Omsk nach Nowosibirsk.